# Paulo Sérgio Valle
Paulo Sérgio Kostenbader Valle (Rio de Janeiro, 6 de agosto de 1940) é um compositor e letrista brasileiro.
Tem cerca de 900 músicas letradas. É o letrista de clássicos da musica brasileira, como "Evidências" e "Samba de verão". É o diretor-presidente da União Brasileira de Compositores - UBC.
É irmão do compositor Marcos Valle e neto de Eurico de Freitas Vale, ex-governador do Pará de 1929 a 1930.

## Carreira
Paulo Sérgio começou sua carreira compondo bossa nova quando, com o irmão, compôs Samba de Verão, em 1964, que se tornaria, com Garota de Ipanema e Aquarela do Brasil, uma das três canções brasileiras mais famosas no exterior.
Depois disso, Paulo Sérgio passou a fazer letras para diversos outros compositores, tornando-se um letrista importante em todos os segmentos da música. Com o irmão, também fez o samba-canção Preciso aprender a ser só (1965), seguiu a toada do engajamento político com a canção de festival Viola enluarada (1968), propagou a filosofia hippie no samba Com mais de 30 (1970), sentenciou que negro é lindo no soul Black is beautiful (1971) e, em outra fase da parceria, poetizou a sofrência em Paixão antiga (1988), sucesso da discografia de Tim Maia. Evidências (1989) – parceria com José Augusto – virou hit quando foi gravada pela dupla Chitãozinho & Xororó em 1990.
Paulo Sérgio Valle fez versos para músicas de Michael Sullivan ("Abandonada", sucesso de Fafá de Belém em 1996), Herbert Vianna ("Se eu não te amasse tanto assim" e "A lua Q eu te dei", baladas lançadas por Ivete Sangalo em 1999 e em 2000, respectivamente) e Chico Roque, com quem assinou "Essa tal liberdade" – sucesso lançado em 1994 pelo grupo de pagode Só pra Contrariar – e "Você me vira a cabeça (você me tira do sério)", hit de Alcione a partir 2001.
Além de letrista de músicas, Paulo Sérgio é autor de jingles de sucesso.
É também o letrista, ao lado de Nelson Motta, da primeira canção de Natal da Rede Globo, com música de Marcos Valle e arranjo original do maestro Hugo Bellard.
Escreveu também a letra do hino do Goiás Esporte Clube.